# Bondia crescentella
Bondia crescentella is een vlinder uit de familie van de Carposinidae. De wetenschappelijke naam van de soort is voor het eerst geldig gepubliceerd in 1882 door Walsingham.